# El Greco
El Greco, rojen kot Doménikos Theotokópoulos (starogrško Δομήνικος Θεοτοκόπουλος, izgovorjava [ðoˈminikos θeotoˈkopulos]), španski renesančni slikar, kipar in arhitekt, * 1. oktober 1541, † 7. april 1614) 
'El Greco' je bil vzdevek, sklicevanje na njegov grški izvor, umetnik pa je svoje slike običajno podpisoval s svojim polnim rojstnim imenom z grškimi črkami, Δομήνικος Θεοτοκόπουλος, Doménikos Theotokópoulos, pogosto dodal besedo Κρής, Krēs, 'Kretski'.
El Greco se je rodil v kraljestvu Candia (sodobna Kreta), ki je bilo takrat del Beneške republike in središče post-bizantinske umetnosti. V tej tradiciji se je izučil in postal mojster, preden je pri 26 letih potoval v Benetke, kot so to storili drugi grški umetniki. Leta 1570 se je preselil v Rim, kjer je odprl delavnico in izvedel vrsto del. Med svojim bivanjem v Italiji je El Greco svoj slog obogatil z elementi manirizma in beneške renesanse, ki so jih prevzeli številni veliki umetniki tistega časa, zlasti Tintoretto. Leta 1577 se je preselil v španski Toledo, kjer je živel in delal do svoje smrti. El Greco je v Toledu prejel več glavnih naročil in izdelal svoje najbolj znane slike.
El Grecov dramatični in ekspresionistični slog je sodobnike zmedel, v 20. stoletju pa so ga cenili. El Greco velja za predhodnika ekspresionizma in kubizma, njegova osebnost in dela pa so bili navdih za pesnike in pisatelje, kot sta Rainer Maria Rilke in Nikos Kazantzakis. Sodobni učenjaki so El Greca označili za umetnika, ki je tako individualen, da ne sodi v nobeno običajno šolo. Najbolj znan je po vijugastih podolgovatih figurah in pogosto fantastični ali fantazmagorični pigmentaciji, ki povezuje bizantinske tradicije s tradicijami zahodnega slikarstva.

## Življenje

### Zgodnja leta in družine
El Greco je bil rojen leta 1541 v vasi Fodele ali Candia (beneško ime Chandax, današnji Iraklion) na Kreti. Izhajal je iz uspešne mestne družine, ki so jo verjetno izgnali v Candio po vstaji proti katoliškim Benečanom med letoma 1526 in 1528. Oče El Greca, Geórgios Theotokópoulos (umrl 1556), je bil trgovec in davkar. O njegovi materi ali prvi ženi, prav tako Grkinji, ni znanega nič. Starejši brat El Greca, Manoússos Theotokópoulos (1531–1604), je bil bogat trgovec in je zadnja leta svojega življenja (1603–1604) preživel v El Grecovem domu v Toledu.
El Greco se je prvotno izobrazil za ikonopisca v kretski šoli, vodilnem središču post-bizantinske umetnosti. Verjetno je poleg slikanja preučeval tudi klasike antične Grčije in morda tudi latinske klasike; ob svoji smrti je zapustil delovno knjižnico s 130 zvezki, vključno z biblijo v grščini in Vasariju pripisano knjigo. Candia je bila središče umetniške dejavnosti, kjer sta vzhodni in zahodni kulturi sobivali skladno, kjer je v 16. stoletju delovalo približno dvesto slikarjev in je po italijanskem vzoru organiziralo slikarski ceh. Leta 1563 je bil El Greco pri dvaindvajsetih letih v dokumentu opisan kot 'mojster' (maestro Domenigo), kar pomeni, da je že bil mojster ceha in je menda vodil svojo delavnico. Tri leta kasneje, junija 1566, je kot priča pogodbe podpisal svoje ime v grščini kot μαΐστρος Μένεγος Θεοτοκόπουλος σγουράφος ('Mojster Ménegos Theotokópoulos, slikar').
Večina strokovnjakov verjame, da je bila družina Theotokópoulos skoraj zagotovo grško pravoslavna . Kot mnogi pravoslavni emigranti na katoliška območja Evrope nekateri trdijo, da je morda prešel v katolištvo po odhodu in živel kot katolik v Španiji, kjer se je v svoji oporoki označil za 'pobožnega katoličana'. Obsežne arhivske raziskave, ki so jih od 1960-ih izvajali znanstveniki, kot so Nikolaos Panayotakis, Pandelis Prevelakis in Maria Constantoudaki, močno kažejo, da je bila El Grecova družina in predniki grško pravoslavni. Eden od njegovih stricev je bil pravoslavni duhovnik in njegovo ime ni omenjeno v katoliških arhivskih krstnih zapisih na Kreti. Prevelakis gre še dlje in izrazi dvom, da je bil El Greco kdaj rimokatolik.
El Greco je ob koncu svojega kretskega obdobja, verjetno pred letom 1567 na Kreti naslikal Marijino vnebovzetje v temperi in zlatu na plošči. Slika združuje post-bizantinske in italijanske manieristične slogovne in ikonografske elemente ter vključuje slogovne elemente kretske šole.
El Grecu pripisujejo še tri podpisana dela 'Doménicos' (Triptih iz Modene, Sv. Luka slika Devico z otrokom in Poklon Treh kraljev). Leta 1563 je bil El Greco pri dvaindvajsetih letih že vpisan mojster lokalnega ceha, domnevno zadolžen za lastno delavnico. Nekaj let kasneje je odšel v Benetke in se na Kreto ni več vrnil. 

### Italija
Naravno je bilo, da je mladi El Greco svojo kariero nadaljeval v Benetkah, Kreta je bila od leta 1211 v posesti Beneške republike. Čeprav natančno leto ni jasno, se večina strokovnjakov strinja, da je El Greco odšel v Benetke okoli leta 1567. Poznavanje El Grecovih let v Italiji je omejeno. V Benetkah je živel do leta 1570 in v skladu s pismom njegovega mnogo starejšega prijatelja, največjega miniaturista tiste dobe, Giulio Clovio ali Juraj Julije Klović, je bil 'učenec' Tiziana, ki je bil takrat v osemdesetih letih, a še vedno živahen. To lahko pomeni, da je morda delal v velikem Tizianovem studiu ali ne. Clovio je El Greca označil za »redek slikarski talent«.
Leta 1570 se je El Greco preselil v Rim, kjer je naredil vrsto del, ki jih je močno zaznamovalo njegovo beneško vajeništvo. Neznano je, kako dolgo je ostal v Rimu, čeprav se je pred odhodom v Španijo morda vrnil v Benetke (ok. 1575–76). V Rimu je bil El Greco na priporočilo Giulia Clovia sprejet kot gost v palači Farnese, ki jo je kardinal Alessandro Farnese postavil v središče umetniškega in intelektualnega življenja mesta. Tam je prišel v stik z intelektualno elito mesta, vključno z rimskim učenjakom Fulviom Orsinijem, katerega zbirka bo pozneje vključevala sedem umetnikovih slik (med njimi je tudi Pogled na goro Sinaj in Portret Clovia).
Za razliko od drugih kretskih umetnikov, ki so se preselili v Benetke, je El Greco bistveno spremenil svoj slog in se skušal prepoznati z izumljanjem novih in nenavadnih interpretacij tradicionalne verske tematike. Na njegova dela, naslikana v Italiji, je vplival beneški renesančni slog tega obdobja, z okretnimi podolgovatimi figurami, ki spominjajo na Tintoretta in s kromatičnim okvirjem, ki ga povezuje s Tizianom. Beneški slikarji so ga naučili tudi organizirati svoje večfiguralne kompozicije v pokrajinah, živahnih z atmosfersko svetlobo. Clovio poroča o obisku El Greca na poletni dan, ko je bil umetnik še v Rimu. El Greco je sedel v zatemnjeni sobi, ker se mu je zdela tema bolj naklonjena misli kot svetloba dneva, ki je motila njegovo 'notranjo luč'. Kot rezultat njegovega bivanja v Rimu so bila njegova dela obogatena z elementi, kot so nasilne točke izginjanja perspektive ali nenavadne naravnanosti, ki so jih figure ponavljale s svojimi ponavljajočimi se obračanjem in burnimi gestami; vsi elementi manierizma.
Ko je El Greco prispel v Rim, sta bila Michelangelo in Rafael že mrtva, vendar je bil njun primer še naprej izredno pomemben in nekoliko presenetljiv za mlade slikarje. El Greco je bil trdno odločen, da bo v Rimu pustil svoj pečat in zagovarjal svoja osebna umetniška stališča, ideje in slog. Za posebno pohvalo je izpostavil Correggia in Parmigianina, vendar ni okleval, da bi zavrnil Michelangelovo Poslednjo sodbo v Sikstinski kapeli; papežu Piju V. je ponudil, da  preriše celotno delo v skladu z novim in strožjim katoliškim razmišljanjem. Ko so ga pozneje vprašali, kaj misli o Michelangelu, je El Greco odgovoril, da »je bil dober človek, vendar ni znal slikati«. In tako se soočimo s paradoksom: El Greco naj bi se najodločneje odzval ali celo obsodil Michelangela, vendar se ni mogel vzdržati njegovega vpliva. Michelangelov vpliv je razviden iz kasnejših del El Greca, kot je Alegorija Svete lige. El Greco je s slikanjem portretov Michelangela, Tiziana, Clovia in, verjetno, Rafaela v enem od svojih del (Očiščenje templja) ne le izrazil svojo hvaležnost, temveč je podal tudi trditev, da tekmuje s temi mojstri. Kot kažejo njegovi komentarji, je El Greco na Tiziana, Michelangela in Rafaela gledal kot na modele za posnemanje. Giulio Mancini je v svojih Kronikah iz 17. stoletja vključil El Greca med slikarje, ki so na različne načine sprožili ponovno ovrednotenje Michelangelovih naukov.
Zaradi svojih nekonvencionalnih umetniških prepričanj (na primer zavrnitve Michelangelove tehnike) in osebnosti si je El Greco kmalu pridobil sovražnike v Rimu. Arhitekt in pisatelj Pirro Ligorio ga je označil za 'neumnega tujca', novo odkrito arhivsko gradivo pa razkriva spopad s Farnesejem, ki je mladega umetnika prisilil, da je zapusti njegovo palačo. 6. julija 1572 se je El Greco uradno pritožil nad tem. Nekaj mesecev kasneje, 18. septembra 1572, je plačal članarino Cehu svetega Luke v Rimu kot slikar miniatur. Konec tega leta je El Greco odprl lastno delavnico in kot asistenta najel slikarja Lattanzija Bonastrija de Lucignana in Francisca Prebosteja.

### Španija

#### Selitev v Toledo
Leta 1577 se je El Greco preselil v Madrid, nato v Toledo, kjer je produciral svoja zrela dela.  Takrat je bil Toledo verska prestolnica Španije in naseljeno mesto z »slavno preteklostjo, uspešno sedanjostjo in negotovo prihodnostjo«. El Greco si je v Rimu prislužil spoštovanje nekaterih intelektualcev, vendar se je soočil tudi s sovražnostjo nekaterih umetniških kritikov. V 1570-ih je bila ogromna samostanska palača El Escorial še vedno v gradnji, Filip II. Španski pa je imel težave pri iskanju dobrih umetnikov za številne velike slike, potrebne za njeno okrasitev. Tizian je bil mrtev in Tintoretto, Paolo Veronese in Antonis Mor niso hoteli priti v Španijo. Filip se je moral zanesti na manjši talent Juana Fernándeza de Navarreteja, katerega gravedad y decoro  ('resnost in spodobnost') je kralj odobril. Vendar je Fernández umrl leta 1579; trenutek je moral biti idealen za El Greca.
Preko Clova in Orsinija je El Greco spoznal Benita Ariasa Montana, španskega humanista in Filipovega agenta, Pedra Chacóna, duhovnika in Luisa de Castilla, sina Diega de Castillja, dekan stolnice v Toledu. Prijateljstvo El Greca s Castillom je zagotovilo njegova prva velika naročila v Toledu. V Toledo je prispel do julija 1577 in podpisal pogodbe za skupino slik, ki naj bi krasile cerkev Santo Domingo el Antiguo v Toledu in za slavni El Espolio. Do septembra 1579 je za Santo Domingo dokončal devet slik, med njimi Sveto Trojico in Marijino vnebovzetje. Ta dela so vzpostavila ugled slikarja v Toledu.
El Greco se ni nameraval za stalno nastaniti v Toledu, saj je bil njegov končni cilj pridobiti naklonjenost Filipa II. in se zaznamovati na njegovem dvoru. Dejansko mu je uspelo od monarha pridobiti dve pomembni naročili: Alegorija Svete lige in Mučeništvo svetega Mavricija. Vendar kralju ta dela niso bila všeč in je Mučeništvo sv. Mavricija postavil v Kapiteljsko dvorano. El Grecu ni dal dodatnih naročil. Natančni razlogi za kraljevo nezadovoljstvo ostajajo nejasni. Nekateri znanstveniki trdijo, da Filipu ni bilo všeč vključevanje živih oseb v religiozno sceno; nekateri drugi pa, da so dela El Greca kršila osnovno pravilo protireformacije in sicer da je bila na sliki vsebina pomembnejša kot slog. Filip II. se je zelo zanimal za svoja umetniška naročila in imel zelo odločen okus; dolgo iskana skulptura Križanje  Benvenuta Cellinija mu prav tako ni bilo všeč, ko je prispeli, in je bilo prav tako izgnano na manj vidno mesto. Naslednji Filipov poskus s Federicom Zuccarijem je bil še manj uspešen. Kakorkoli že, Filipovo nezadovoljstvo je končalo upanje na kraljevo pokroviteljstvo, ki ga je imel El Greco.

#### Zrela dela in poznejša leta
Ker kralju ni bil naklonjen, je moral El Greco ostati v Toledu, kjer so ga leta 1577 sprejeli kot velikega slikarja. Po besedah Hortensia Félixa Paravicina, španskega pridigarja in pesnika iz 17. stoletja, »mu je Kreta dala življenje in slikarsko obrt, Toledo boljšo domovino, kjer je s smrtjo začel dosegati večno življenje«. Zdi se, da je leta 1585 najel pomočnika, italijanskega slikarja Francisca Prebosteja in ustanovil delavnico, ki je lahko izdelovala oltarne okvire in kipe ter slike. 12. marca 1586 je dobil naročilo za Pogreb grofa Orgaza, zdaj njegovo najbolj znano delo.
Desetletje od 1597 do 1607 je bilo za El Greco obdobje intenzivnih dejavnosti. V teh letih je prejel več večjih naročil, njegova delavnica pa je ustvarjala slikovne in kiparske kompozicije za različne verske ustanove. Med njegovimi glavnimi naročili v tem obdobju so bili trije oltarji za kapelo San José v Toledu (1597–1599); tri slike (1596–1600) za Colegio de Doña María de Aragon, avguštinski samostan v Madridu in glavni oltar, štirje stranski oltarji, in slika sv. Ildefonsa za Capilla Mayor Hospital de la Caridad v Illescasu (1603–1605). Zapisnik naročila Devica Marija brezmadežnega spočetja (1607–1613), ki jih je sestavljalo osebje občine, El Greca opisujejo kot »enega največjih mož v tem kraljestvu in zunaj njega«.
Med letoma 1607 in 1608 je bil El Greco v daljšem pravnem sporu z oblastmi dobrodelne bolnišnice v Illescasu glede plačila za njegovo delo, ki je vključevalo slikarstvo, kiparstvo in arhitekturo; ta in drugi pravni spori so prispevali k finančnim težavam, ki jih je doživel proti koncu svojega življenja. Leta 1608 je prejel svoje zadnje večje naročilo: za bolnišnico svetega Janeza Krstnika v Toledu.
El Greco je Toledo postavil za svoj dom. Preživele pogodbe ga od leta 1585 dalje omenjajo kot najemnika kompleksa, sestavljenega iz treh stanovanj in štiriindvajsetih sob, ki so pripadale markizu de Villeni. V teh prostorih, ki so bila tudi njegova delavnica, je preživel preostanek svojega življenja, slikanja in študija. Živel je v precejšnjem slogu, včasih je med večerjo zaposlil glasbenike. Ni potrjeno ali je živel s svojo špansko spremljevalko Jerónimo de Las Cuevas, s katero se verjetno ni nikoli poročil. Bila je mati njegovega edinega sina Jorgeja Manuela, rojenega leta 1578, ki je prav tako postal slikar, pomagal je očetu in še več let ponavljal njegove kompozicije, potem ko je nasledil delavnico. Leta 1604 sta Jorge Manuel in Alfonsa de los Morales rodila El Grecovega vnuka Gabriela, ki ga je krstil Gregorio Angulo, guverner Toleda in osebni prijatelj umetnika.
Med izvrševanjem naročila za Hospital Tavera je El Greco hudo zbolel in mesec dni kasneje, 7. aprila 1614, umrl. Nekaj dni prej, 31. marca, je ukazal, naj ima njegov sin moč, da uresniči njegovo oporoko. Dva Grka, slikarjeva prijatelja, sta bila priča tej zadnji oporoki (El Greco ni nikoli izgubil stika s svojim grškim poreklom). Pokopan je bil v cerkvi Santo Domingo el Antiguo, star 73 let.

## Umetnost

### Tehnika in slog
Primat domišljije in intuicije nad subjektivnim značajem stvarstva je bil temeljno načelo sloga El Greca. El Greco je zavrgel klasicistična merila, kot sta mera in delež. Verjel je, da je milost vrhunsko iskanje umetnosti, vendar slikar milost doseže le, če mu je z očitno lahkoto rešiti najkompleksnejše probleme.
El Greco je menil, da je barva najpomembnejši in najbolj neobvladljiv element slikanja in izjavil, da ima barva prednost pred obliko. Francisco Pacheco, slikar in teoretik, ki je leta 1611 obiskal El Greca, je zapisal, da so slikarju všeč »surove in nepremešane barve v odličnih pikah kot hvalisav prikaz njegove spretnosti« in da »verjame v nenehno prebarvanje in retuširanje, da bi široke množice delovale ravno kot v naravi«.
Umetnostni zgodovinar Max Dvořák je bil prvi strokovnjak, ki je El Grecovo umetnost povezal z manierizmom in antinaturalizmom. Sodobni znanstveniki El Grecovo teorijo označujejo kot 'tipično manieristično' in njene vire natančno opredeljujejo v novoplatonizmu renesanse. Jonathan Brown verjame, da si je El Greco prizadeval ustvariti prefinjeno obliko umetnosti ; po besedah Nicholasa Pennyja »je nekoč v Španiji El Greco lahko ustvaril svoj slog - tak, ki je zavrnil večino opisnih ambicij slikanja«.
V svojih zrelih delih je El Greco pokazal značilno težnjo k dramatizaciji in ne k opisovanju. Močna duhovna čustva se iz slikarstva prenašajo neposredno na občinstvo. Po mnenju Pacheca je bila vznemirjena, nasilna in včasih na videz neprevidna umetnost El Greca posledica preučenega prizadevanja za pridobitev svobode sloga. Naklonjenost El Greca izjemno visokim in vitkim figuram ter podolgovatim kompozicijam, ki so služile tako njegovim izraznim namenom kot estetskim načelom, ga je pripeljala do tega, da ni upošteval naravnih zakonov in svoje kompozicije podaljšal v vse večji meri, zlasti kadar so bile namenjene oltarjem. Anatomija človeškega telesa postane v zrelih delih El Greca še bolj onstran; za Devico brezmadežnega spočetja je El Grecoprosil, naj sam oltar podaljšajo za dodatnih 0,46 m, »ker bo na ta način oblika popolna in ne zmanjšana, kar je najslabše, kar se lahko zgodi s figuro«. Pomembna novost zrelih del El Greca je preplet oblike in prostora; med njima se razvije vzajemno razmerje, ki popolnoma poenoti slikarsko površino. To prepletanje se bo ponovno pojavilo tri stoletja pozneje v delih Cézanna in Picassa.
Druga značilnost zrelega sloga El Greca je uporaba svetlobe. Kot ugotavlja Jonathan Brown, »se zdi, da vsaka figura nosi svojo svetlobo znotraj ali odseva svetlobo, ki izvira iz nevidnega vira«.  Fernando Marias in Agustín Bustamante García, strokovnjaka, ki sta prepisala El Grecove rokopisne zapiske, moč, ki jo slikar daje svetlobi, povezuje z idejami, na katerih temelji krščanski novoplatonizem.
Sodobne znanstvene raziskave poudarjajo pomen Toleda za popoln razvoj zrelega sloga El Greca in poudarjajo sposobnost slikarja, da svoj slog prilagodi svoji okolici. Harold Wethey trdi, da »se je umetnik, čeprav Grk po poreklu in Italijan po umetniški pripravi, tako poglobil v špansko versko okolje, da je postal najpomembnejši vizualni predstavnik španske mistike«. Verjame, da v zrelih delih El Greca »intenzivnost pobožnosti odraža verski duh rimskokatoliške Španije v obdobju protireformacije«.
El Greco se je izkazal tudi kot portretist, ki je bil sposoben ne samo posneti značilnosti osebe, temveč tudi posredovati njihov značaj. Število njegovih portretov je manj kot verskih slik, a so enako kakovostni. Wethey pravi, da je »umetnik s tako preprostimi sredstvi ustvaril nepozabno karakterizacijo, ki ga skupaj s Tizianom in Rembrandtom uvršča v najvišji rang portretistov«.

### Slikarski materiali
El Greco je številne svoje slike naslikal na fino platno in uporabil viskozni oljni medij. Slikal je z običajnimi pigmenti svojega obdobja, kot so azurit, svinčeno-kositrno-rumena, vermilion, alizarin, okra in svinčev oksid, vendar je le redko uporabljal dragi naravni ultramarin.

### Slikarska dela
Svoje slike v Benetkah in Rimu je delal še pod vplivom poznih manireistov, s prihodom v Španijo pa je našel svoj lasten prepoznaven izraz. Njegove sakralne slike imajo nekakšne podaljšane like, ki odstopajo od takrat uveljavljenih idealističnih predstav. Takšna so znana dela:
- Poslednja sodba,
- Prijetje Kristusa,
- Pogreb grofa Orgaza.

Prav posebna je tudi barvitost na širokih površinah, motno rdečih, lazurnih in zelenih barv. Osvetlitve so vedno ostre in irealne. Naslikal je več portretov vladarjev, kardinalov, inkvizitorjev in podob svetnikov, v katerih je z fiziognomijo izrazil morbiden duh časa – religioznega fanatizma, v katerem je živel in ustvarjal. Od teh del pa močno odstopa njegov izreden pejsaž Pogled na Toledo, ki je svobodna ekspresija slikarjevega doživljanja dogodka, nanjo se sklicujejo 300 let kasneje evropski ekspresionisti.

### Arhitektura in kiparstvo
El Greco je bil v življenju zelo cenjen kot arhitekt in kipar. Ponavadi je oblikoval popolne oltarne kompozicije, delal je kot arhitekt in kipar ter slikar - na primer v Hospital de la Caridad. Tam je okrasil kapelo bolnišnice, vendar so leseni oltar in skulpture, ki jih je ustvaril, po vsej verjetnosti izginili. Mojster je za El Espolio zasnoval prvotni oltar iz pozlačenega lesa, ki je bil uničen, vendar je njegova majhna izklesana skupina Čudež sv. Ildefonsa ohranjena.
Njegov najpomembnejši arhitekturni dosežek je bila cerkev in samostan Santo Domingo el Antiguo, za katerega je izdelal tudi skulpture in slike. El Greco velja za slikarja, ki je v svojo sliko vključil arhitekturo. Zaslužen je tudi za arhitekturne okvirje lastnih slik v Toledu. Pacheco ga je označil za »pisatelja slikarstva, kiparstva in arhitekture«.
V marginalijah, ki jih je El Greco zapisal v svojo kopijo prevoda Vitruvijeve De arhitekture Daniele Barbaro, je ovrgel Vitruvijevo navezanost na arheološke ostanke, kanonske razsežnosti, perspektivo in matematiko. Videl je tudi Vitruvijev način izkrivljanja razmerij, da bi kompenziral oddaljenost od očesa, kot odgovornega za ustvarjanje pošastnih oblik. El Greco je bil do same ideje o pravilih v arhitekturi nenaklonjen; verjel je predvsem v svobodo izuma in zagovarjal novost, raznolikost in kompleksnost. Te ideje pa so bile za arhitekturne kroge njegove dobe preveč ekstremne in niso imele takojšnjega odmeva.
Izdeloval je skulpture v lesu, ki zgledajo zelo podobno likom na njegovih slikah, danes bi lahko našli sorodnost v moderni kubistični plastiki. Nekaj skulptur je v Toledu postavil v zgradbe, katere je tudi sam načrtoval, ko se je poizkusil v gradbeništvu.

## Galerija
- Oznanjenje
- Madona dobrodelnosti
- Brezmadežno spočetje
- Kristus odganja menjalce iz templja
- Kristus zdravi slepe
- Kristus kot odrešenik
- Laokoont
- Plemič z roko na prsih
- Stigmatizacija svetega Frančiška
- Sveti Hieronim
- Sveti Hieronim
- Portret kardinala
- Fray Hortensio Félix Paravicino
- Portret dr. Francisca de Pisa
- Portret bradatega moškega